# 𛀁
平假名「𛀁」與片假名「𛄡」是日语的假名之一，又稱為「や行え」，屬於や行え段。發音為單音節，IPA表示為/je̞/，羅馬字寫作ye。原發音與あ行「え」不同，但隨時代演變而發音趨同「え」。現代假名遣已不使用，由え代之。Unicode收錄該字於U+1B001。

平假名。

片假名𛄡。

## 字源
| 日語         | 字源 |
| ------------ | --- |
| 平假名「𛀁」 | 「江」的草書。 |
| 片假名「」   | 由片假名イ和エ结合形成，「𛀁」的对应片假名原为「江」的右側偏旁，即「エ」，但因该字符现已用作え的片假名（原为丄），故另作字符以示区别。 |

## 歷史
桥本进吉通过对万叶假名中上代特殊假名遣的研究发现，え的万叶假名分为两种。前者使用衣、依、愛、哀、埃等万叶假名，用于、等词中。而后者使用延、要、曳、江等万叶假名，用于、等词中。通过进一步分析，桥本认为两者是え（あ行え）与𛀁（や行え）的区别。而出现于平安时代的天地之词也出现了两种え（のを）。
1873年（明治6年），在契沖假名遣的基礎上制定歷史假名遣，為當時小學教科書所採用，並在社會上普及。除此之外類似的例子還有「𛀆」（や行い）與（わ行う）。や行い与い、わ行う与う的区别在历史上并未出现过，而是明治时代的造物，但や行え则确实在上古日语中出现过。
後來や行い、や行え、わ行う的書寫漸漸轉為い、え、う。在1946年頒布的現代假名遣中廢止停用。
上方圖片中：
- 左圖：左數第三行為平假名や行，自上而下第四個為平假名「𛀁」。
- 右圖：左數第三行為片假名や行，自上而下第四個為片假名「エ」；另可注意到あ行え當時片假名為「丄」。

## 文字

### 奈良時代至平安時代
此時通行萬葉假名，也是平假名和片假名誕生的初期，這時是有 /e/ 和 /je/ 的區別存在，以下為萬頁假名區分兩者的表示法：
- /e/
  - 1字1音：愛、哀、埃、衣、依、榎、荏、得
  - 2字1音：可愛
- /je/
  - 延、曳、睿、叡、盈、要、縁、裔、兄、柄、枝、吉、江

平假名則有以下的區分方法：
- /e/
  - 不存在
- /je/
  -  （江）

片假名則有以下的區分方法：
- /e/
  -  （衣）
- /je/
  - エ （江）

約從天曆年間， /e/ 開始被 /je/ 同化，並且直到16世紀傳教士還是以「ye」標註 /e/ (如是拼為"iye"，注意這裡的因ハ行轉呼而被同化成 /e/)

### 江戸時代至明治時代
在江戸時代和明治時代之間，有人再次試圖將あ行え段（e）和や行え段（ye）的假名分開。不同的文獻中出現不同的字型，和是其中兩個。
它們都是用於填補五十音圖的空缺或表示特殊發音的符號。在日常書寫中並不作區分。
- e
  - 傳統假名
    - え[8]（平假名）
    - （「え」的變體假名。平假名）
    - エ（片假名）

  - 人工假名
    - [8]（「衣」的省劃[9]。片假名）
    - [9]（「衣」的省劃[9]。片假名）
    - [9]（「衣」的省劃[9]。片假名）
    - [9]（「衣」的省劃[9]。片假名）
    - [9]（「衣」的省劃[9]。片假名）

- ye
  - 傳統假名
    - え（平假名）
    - [8]（「え」的變體假名。平假名）
    - [9]（「え」的變體假名。平假名）
    - [10]（「え」的變體假名。平假名）
    - [9]（「え」的變體假名。平假名）
    - エ[8]（片假名）

  - 人工假名
    - え〻[11]（加點的「え」。平假名）
    - [12]（「衣」的草書。平假名）
    - エ〻[11]（加點的「エ」。片假名）
    - [13]（「衣」的省劃。片假名）
    - [14]（「衣」的省劃。片假名）
    - [15][16][17]（「衣」的省劃。有時會用活字「グレーン」代替。片假名）
    - [18][19]（「衣」的省劃[18]。片假名）
    - [20][21]（「延」的省劃[9]或者「衣」的省劃。片假名）
    - [22]（「兄」的省劃[22]。片假名）
    - [10]（「延」的省劃。片假名）

這些用法在還沒普及前就消失了。